# Myšlenková smyčka
Myšlenková smyčka je termín, využívaný pro neustále se opakující negativní myšlenky. 
Tyto smyčky obvykle trvají asi 5 až 120 sekund, jsou však zaznamenány případy, u kterých smyčka trvala i několik hodin. Tato zkušenost může být velice dezorientující, obzvlášť pokud ji člověk zažívá poprvé. Myšlenkové smyčky jsou nejčastěji způsobovány silnou dávkou halucinogenních drog, jako například psychedeliky (LSD-25, psilocybin) nebo disociačními drogami (ketamin). Vzácněji mohou být způsobeny i při velmi vysokých dávkách stimulantů nebo benzodiazepinů. Jedním ze způsobů, jak se takové smyčky zbavit, je soustředění se na vlastní dech.